# Reprezentacja Holandii w Pucharze Gordona Bennetta
W zawodach balonów wolnych o Puchar Gordona Bennetta poszczególne kraje mogą reprezentować maksymalnie trzy zespoły składające się z dwóch osób. Po raz pierwszy udział załogi z Holandii miał miejsce podczas XXIII zawodów rozegranych w 1935 roku.

## Wyniki
Osiągnięcia drużyn w poszczególnych zawodach
UWAGA:
Oznaczenie rekordu długości lotu oraz czasu przelotu zaznaczone jest następująco:
| REKORD |

| Edycja zawodów | Data       | Miejsce zawodów           | Lokata | Załoga                             | Balon              | Czas lotu [h]                                  | Odległość [km]                                 |
| -------------- | ---------- | ------------------------- | ------ | ---------------------------------- | ------------------ | ---------------------------------------------- | ---------------------------------------------- |
| XXIII          | 15.09.1935 | Warszawa (Polska)         | 6      | Mauritz Ten Bosch, Jacob Van Tijen | Toruń              | 40:10                                          | 1017,81                                        |
| 27             | 26.06.1983 | Paryż (Francja)           | 8      | Nini Boesman, Gerrit Visscher      | PH-DOM             |                                                | 69,40                                          |
| 39             | 9.09.1995  | Wil (Szwajcaria)          | 10     | Rien Jurg, Ron van Houten          | PH-KTS Festo       | 44:57                                          | 804,90                                         |
| 40             | 28.09.1996 | Warstein (Niemcy)         | 10     | Rien Jurg, Ron van Houten          | PH-KTS Festo       | 16:07                                          | 459,40                                         |
| 41             | 06.09.1997 | Warstein (Niemcy)         | 3      | Rien Jurg, Ron van Houten          | PH-KTS Festo       |                                                | 1732,20                                        |
| 42             | 26.09.1998 | Paryż (Francja)           | X      | Rien Jurg, Ron van Houten          | PH-KTS Festo Flyer | zawody nie odbyły się ze względu na złą pogodę | zawody nie odbyły się ze względu na złą pogodę |
| 43             | 02.10.1999 | Albuquerque (USA)         | 4      | Rien Jurg, Ron van Houten          | PH-KTS Festo       | 59:07                                          | 1482,65                                        |
| 44             | 09.09.2000 | Saint-Hubert (Belgia)     | 3      | Rien Jurg, Ron van Houten          | PH-KTS Festo       | 46:51                                          | 623,00                                         |
| 45             | 01.09.2001 | Warstein (Niemcy)         | 2      | Rien Jurg, Ron van Houten          | PH-KTS Festo Flyer | 68:22                                          | 1473,20                                        |
| 51             | 13.09.2007 | Bruksela (Belgia)         | -      | Rien Jurg, Ron van Houten          | PH-KTS Festo Flyer | zowody nie odbyły się                          | zowody nie odbyły się                          |
| 54             | 24.09.2010 | Bristol (Wielka Brytania) | 12     | Rien Jurg, Ron van Houten          | PH-KTS Festo       | 40:10                                          | 1047,25                                        |
| 60             | 18.09.2016 | Gladbeck (Niemcy)         | 17     | Risen Jurg, Ron van Houten         | PH-KTS             | 17:52                                          | 423,83                                         |
| 67             | 14.09.2024 | Münster (Niemcy)          | 10     | Ron van Houten, Remko Wigger       | PH-KTS             | 62:01                                          | 1774,34                                        |